# Saus
Saus là một đô thị trong comarca Alt Empordà, Girona, Catalonia, Tây Ban Nha.